# لیکساید (میزوری)
لیکساید (به انگلیسی: Lakeside) یک منطقهٔ مسکونی در ایالات متحده آمریکا است که در شهرستان میلر، میزوری واقع شده‌است. لیکساید ۱٫۷ کیلومتر مربع مساحت و ۰ نفر جمعیت دارد و ۲۵۳ متر بالاتر از سطح دریا واقع شده‌است.